# Les Rosiers-sur-Loire
Les Rosiers-sur-Loire é uma comuna francesa na região administrativa da Pays de la Loire, no departamento de Maine-et-Loire. Estende-se por uma área de 26,11 km². Em 2010 a comuna tinha 8 831 habitantes (densidade: 338,2 hab./km²).